# Eosentomon kumei
Eosentomon kumei är en urinsektsart som beskrevs av Imadaté och Riozo Yosii 1959. Eosentomon kumei ingår i släktet Eosentomon och familjen trakétrevfotingar. Inga underarter finns listade i Catalogue of Life.